# Huangnan
Huangnan (chiń. 黄南藏族自治州, pinyin: Huángnán Zàngzú Zìzhìzhōu; tyb. རྨ་ལྷོ་བོད་རིགས་རང་སྐྱོང་ཁུལ་, Wylie Rma-lho Bod-rigs rang-skyong-khul) – tybetańska prefektura autonomiczna w Chinach, w prowincji Qinghai. Siedzibą prefektury jest powiat Tongren. W 1999 roku liczyła 197 516 mieszkańców.

## Podział administracyjny
Prefektura autonomiczna Huangnan podzielona jest na:
- miasto: Tongren
- 2 powiaty: Jainca, Zêkog,
- powiat autonomiczny: Henan.